# Hitoyoshi
Hitoyoshi (人吉市, Hitoyoshi-shi) est une ville située dans la préfecture de Kumamoto, au Japon.

## Géographie

### Situation
Hitoyoshi est située dans le sud de la préfecture de Kumamoto.

### Municipalités limitrophes
| Kuma  | Yamae     | Sagara  |
| Kuma  | Hitoyoshi | Nishiki |
| Ebino | Ebino     | Isa     |

### Démographie
En avril 2021, la ville de Hitoyoshi avait une population estimée à 31 274 habitants, répartis sur une superficie totale est de 210,55 km2 (densité de population de 149 hab./km2).

### Hydrographie
La ville est traversée par le fleuve Kuma.

### Climat
| Mois                                             | jan.      | fév.      | mars      | avril      | mai      | juin       | jui.       | août       | sep.       | oct.       | nov.      | déc.       | année      |
| ------------------------------------------------ | --------- | --------- | --------- | ---------- | -------- | ---------- | ---------- | ---------- | ---------- | ---------- | --------- | ---------- | ---------- |
| Température minimale moyenne (°C)                | 0,2       | 1,2       | 4,5       | 8,9        | 13,7     | 18,7       | 22,4       | 22,8       | 19,5       | 13,3       | 7,3       | 1,9        | 11,2       |
| Température moyenne (°C)                         | 4,7       | 6,2       | 9,8       | 14,6       | 19,1     | 22,4       | 26,1       | 26,6       | 23,6       | 18         | 11,9      | 6,3        | 15,8       |
| Température maximale moyenne (°C)                | 10,3      | 12,4      | 16,1      | 21,3       | 25,5     | 27,3       | 31,2       | 32,3       | 29,4       | 24,4       | 18,1      | 12,2       | 21,7       |
| Record de froid (°C) date du record              | −9,8 2016 | −9,1 1977 | −6,1 1984 | −3,5 1972  | 3 1945   | 7,8 1948   | 15 1982    | 15,3 1963  | 7,4 1965   | −0,4 1970  | −4,2 1969 | −7,8 1973  | −9,8 2016  |
| Record de chaleur (°C) date du record            | 22,3 1969 | 24 1979   | 26,9 2018 | 30,4 2021  | 34 2014  | 34,9 1990  | 37 1994    | 37,8 2020  | 36,4 1967  | 33,2 2016  | 27,6 1961 | 22,7 2018  | 37,8 2020  |
| Ensoleillement (h)                               | 123       | 133,9     | 161,6     | 175,8      | 182,1    | 117,1      | 167,2      | 183,5      | 156,5      | 163,6      | 125,6     | 118,6      | 1 817,9    |
| Précipitations (mm)                              | 75,4      | 109       | 160,7     | 177,8      | 215,6    | 560,9      | 491        | 226,3      | 229,3      | 108,8      | 96,9      | 83,3       | 2 534,9    |
| dont neige (cm)                                  | 2         | 2         | 0         | 0          | 0        | 0          | 0          | 0          | 0          | 0          | 0         | 1          | 5          |
| Record de pluie en 24 h (mm) date du record      | 80,5 2016 | 89 1976   | 100 1990  | 158,3 1955 | 214 1944 | 263,5 1979 | 331,5 1995 | 245,5 1971 | 208,4 1950 | 141,2 1949 | 88,5 1981 | 102,5 2004 | 331,5 1995 |
| Record de neige en 24 h (cm) date du record      | 18 1959   | 26 1987   | 8 1977    | 0 1982     | 0 1953   | 0 1953     | 0 1953     | 0 1953     | 0 1953     | 0 1953     | 0 1988    | 8 1996     | 26 1987    |
| Nombre de jours avec précipitations              | 8         | 9         | 11,5      | 10,5       | 9,7      | 15,9       | 14         | 12,2       | 10,6       | 7,2        | 8,5       | 8,2        | 125,3      |
| dont nombre de jours avec précipitations ≥ 10 mm | 2,8       | 3,8       | 5,8       | 5,3        | 5,3      | 9,9        | 8,8        | 5,9        | 5,2        | 3,2        | 3,3       | 2,7        | 62,1       |
| Humidité relative (%)                            | 76        | 74        | 73        | 72         | 73       | 81         | 81         | 79         | 80         | 79         | 82        | 80         | 78         |
| Nombre de jours avec neige                       | 0,6       | 0,5       | 0         | 0          | 0        | 0          | 0          | 0          | 0          | 0          | 0         | 0,1        | 1,2        |
| Nombre de jours avec brouillard                  | 10,4      | 9,2       | 7,8       | 4,7        | 4,3      | 4,5        | 5,5        | 3,8        | 6,2        | 12,7       | 18,3      | 15,1       | 101,1      |

| Diagramme climatique                                  |            |              |              |               |               |             |               |               |               |             |             |
| J                                                     | F          | M            | A            | M             | J             | J           | A             | S             | O             | N           | D           |
| 10,30,275,4                                           | 12,41,2109 | 16,14,5160,7 | 21,38,9177,8 | 25,513,7215,6 | 27,318,7560,9 | 31,222,4491 | 32,322,8226,3 | 29,419,5229,3 | 24,413,3108,8 | 18,17,396,9 | 12,21,983,3 |
| Moyennes : • Temp. maxi et mini °C • Précipitation mm |            |              |              |               |               |             |               |               |               |             |             |

## Histoire
Hitoyoshi est fondée le 11 février 1942.

## Culture locale et patrimoine
La ville de Hitoyoshi est connue pour ses onsen, stations thermales traditionnelles.
Le sanctuaire Aoi Aso, un des trésors nationaux du Japon, est situé à Hitoyoshi.
Il reste quelques vestiges du château de Hitoyoshi.

## Transports
Hitoyoshi est desservie par la ligne Hisatsu de la JR Kyushu, ainsi que la ligne Yunomae de la Kumagawa Railroad.

## Jumelages
Hitoyoshi est jumelée avec :
- Abrantes (Portugal)
- Ibusuki (Japon)